# Dziura Mnichowa Mała
Dziura Mnichowa Mała (Mnichowa Mała) – jaskinia w Dolinie Małej Łąki w Tatrach Zachodnich. Wejście do niej znajduje się w Niżniej Świstówce, w Żlebie Między Mnichy, niedaleko Mnichowej Studni Wyżniej, na wysokości 1702 metrów n.p.m. Jaskinia jest pozioma, a jej długość wynosi 7 metrów.

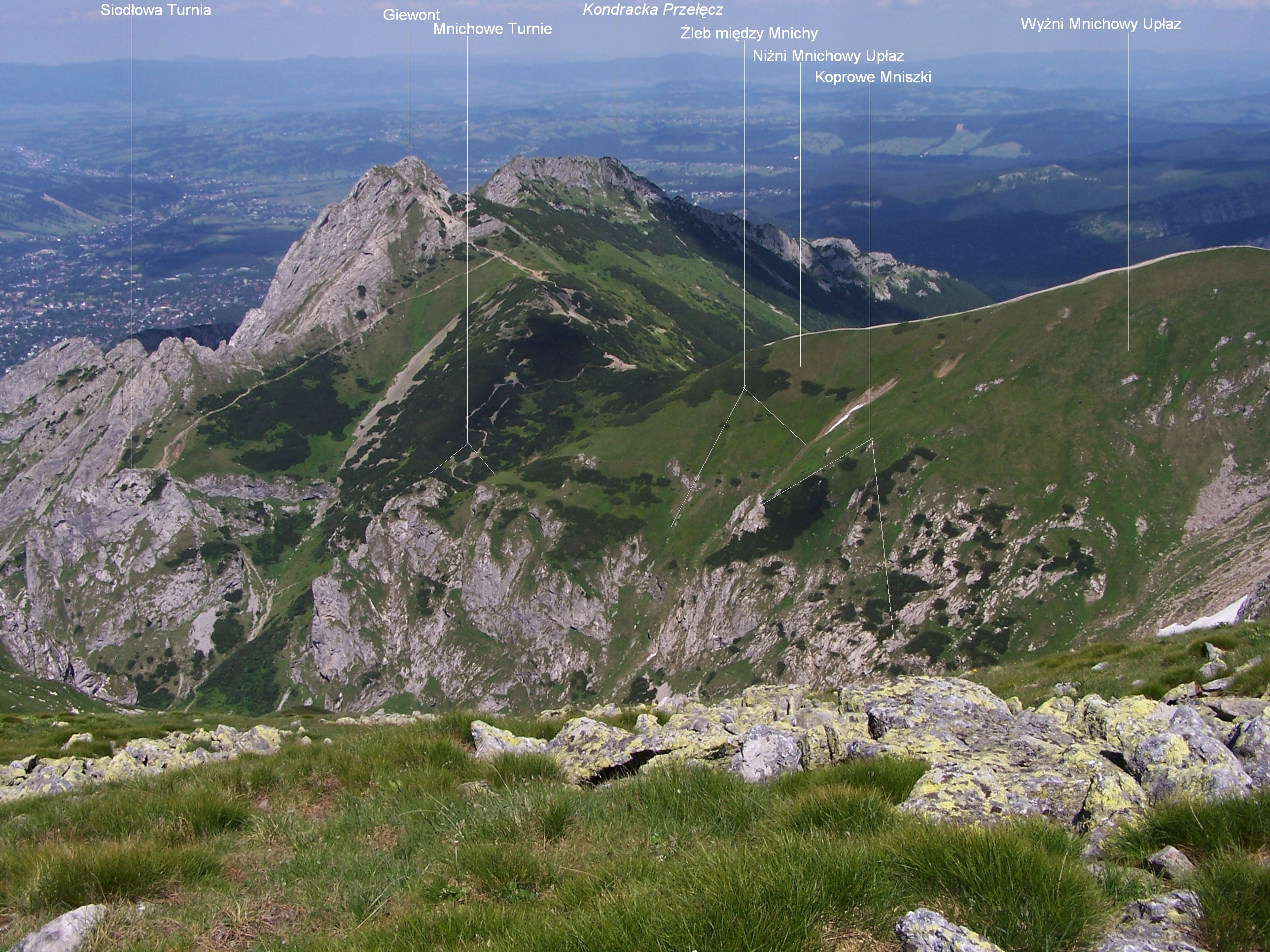
Widok z Czerwonego Grzbietu

## Opis jaskini
Jaskinią jest poziomy, szczelinowy korytarz zaczynający się w niewielkim otworze wejściowym i kończący szczeliną nie do przejścia.

## Przyroda
W jaskini można spotkać nacieki grzybkowe. Ściany są wilgotne, rosną na nich mchy i porosty.

## Historia odkryć
Jaskinia była prawdopodobnie znana od dawna. Pierwszą wzmiankę o niej opublikował S. Wójcik w 1966 roku. Plan i opis sporządziła I. Luty przy pomocy A. Lewińskiej w 1980 roku.